# Eching (powiat Landshut)
Eching – miejscowość i gmina w Niemczech, w kraju związkowym Bawaria, w rejencji Dolna Bawaria, w regionie Landshut, w powiecie Landshut. Leży około 7 km na południowy zachód od Landshut, nad Iazrą, przy autostradzie A92, drodze B11 i linii kolejowej Monachium – Ratyzbona.

## Dzielnice
W skład gminy wchodzą następujące dzielnice: 
- Eching
- Kronwinkl
- Berghofen
- Haunwang
- Viecht

## Demografia
| Rok  | Liczba mieszk. |
| ---- | -------------- |
| 1970 | 1543           |
| 1987 | 2093           |
| 2000 | 3078           |

## Oświata
(na 1999)

W gminie znajduje się przedszkole (78 miejsc i 101 dzieci).